# A Nice Pair
A Nice Pair (с англ. — «Отличная, приятная пара») — переиздание двух ранних альбомов группы Pink Floyd, The Piper at the Gates of Dawn и A Saucerful of Secrets, выпущенное в формате 2LP звукозаписывающими компаниями Harvest / Capitol (5 декабря 1973 года в США) и Harvest / EMI (18 января 1974 года в Великобритании).
Первый альбом The Piper at the Gates of Dawn был записан в 1967 году в студии Abbey Road (Лондон), второй альбом A Saucerful of Secrets был записан в 1967—1968 годах в студиях Abbey Road  и De Lane Lea (Лондон).
Авторы дизайна обложки — студия Hipgnosis.
В английском чарте A Nice Pair поднимался до 21 места, в американском чарте Billboard — до 36 места. 1 мая 1974 года сборник стал в Великобритании серебряным, 1 февраля 1975 года — золотым, в США диск стал золотым 11 марта 1994 года.

## История переиздания
В 1974 году группа Pink Floyd сменила звукозаписывающую компанию в Северной Америке, уйдя с Capitol Records и подписав контракт с Columbia Records (филиалом CBS). В связи с тем, что контракт с группой уже заканчивался, компания Capitol приняла решение выпустить в конце 1973 года на волне коммерческого успеха альбома The Dark Side of the Moon ещё один альбом с принадлежавшими ей записями Pink Floyd — двойной сборник A Nice Pair (переиздание первых двух студийных альбомов группы 1967 и 1968 годов). Позднее, в 1983 году, Capitol выпустила в США ещё один сборник — Works c композициями, записанными до 1973 года (с песнями из альбома The Dark Side of the Moon включительно).

## Дизайн обложки
Обложка сборника A Nice Pair была разработана британской дизайнерской студией Hipgnosis. Сторм Торгерсон, один из дизайнеров Hipgnosis, предложил несколько проектов обложки, но ни один из них не был выбран окончательно. Тогда Торгерсон решил использовать бо́льшую часть из этих проектов, построив галерею из 18 миниатюр (по 9 на передней и обратной сторонах обложки). Одна часть миниатюр обложки представляет собой обычные фотографии, основное содержание другой части миниатюр построено на визуальном воплощении различных фразеологизмов, понимаемых в буквальном смысле.
На передней стороне:
- изображение фойе кинотеатра — в верхней части слева;
- чёрно-белое фото женской груди и перечёркнутой груши — в верхней части в центре — a nice pair (с англ. — «прекрасная пара») — в этой фотографии обыгрывается название сборника, так как в английском языке слова pair «пара» и pear «груша», хотя и пишутся по-разному, но звучат одинаково[~ 2][16];
- изображение буддийского монаха, прополаскивающего горло у дверей храма[~ 3][21], — в верхней части справа;
- рисунок пером повисшего в воздухе самурая — в центральной части слева — a nip in the air (с англ. — «чувствуется мороз», дословно — «японец в воздухе»);
- фото футбольной команды — в центре обложки — Pink Floyd Football Team (с англ. — «футбольная команда Pink Floyd»), которая состоит как из самих музыкантов, так и из технических работников группы, кроме того, в составе команды присутствуют менеджер группы Стив О’Рурк (в верхнем ряду крайний справа), и дизайнер Hipgnosis Сторм Торгерсон (между Ричардом Райтом и Дэвидом Гилмором)[~ 4][22];
- чёрно-белое фото с вилкой на дороге — в центральной части справа — a fork in the road (с англ. — развилка дорог», дословно — «вилка в дороге»);
- фото эксгибициониста, раскрывающего плащ в поле, где кроме него никого нет — в нижней части слева;
- фотомонтаж летящих в небе тарелок — в нижней части в центре — flying saucers (с англ. — НЛО, дословно — «летающие тарелки»);
- фото чайника, заполненного рыбой, — в нижней части справа — a kettle of fish (с англ. — «сложная и неприятная ситуация», дословно — «чайник с рыбой»).

На обратной стороне:

Обратная сторона обложки альбома

- чёрно-белое фото лягушки во рту — в верхней части слева — a frog in your throat (с англ. — «хрипота», дословно — «лягушка у вас в глотке»);
- рисунок дороги к банку — в верхней части в центре — laugh all the way to the bank (с англ. — «быть счастливым, получив деньги», дословно — «смех всю дорогу к банку»);
- чёрно-белое изображение сборщика марихуаны — в верхней части справа;
- изображение фрика в яркой одежде и в разноцветных очках, отсылающее в психоделическое прошлое Pink Floyd конца 1960-х годов, — в центральной части слева;
- чёрно-белое изображение дверного глазка с надписью под ним фамилии живущих в этом доме: Fear (с англ. — «страх») — в центре обложки;
- изображение египетских пирамид — в центральной части справа;
- расфокусированная чёрно-белая фотография очков — в нижней части слева;
- фото, запечатлевшее одну из дискуссий в студии Hipgnosis по поводу очередной обложки для диска Pink Floyd, — в нижней части в центре;
- чёрно-белое фото обнажённой женщины с птицей в руках — в нижней части справа — a bird in the hand is worth two in the bush (с англ. — «лучше синица в руках, чем журавль в небе», дословно — «одна птица в руке стоит пары в кустах»).

На внутренних сторонах обложки представлены в основном чёрно-белые фотографии музыкантов Pink Floyd из их архивов.

## Оценки и отзывы
На сайте Allmusic, представляющем мировую музыкальную базу данных, двойному альбому A Nice Pair дана оценка «четыре» из «пяти». В обзорной статье к альбому составляющие его первые два диска группы Pink Floyd охарактеризованы как «высочайше ценимые».

## Статистика по продажам и чарты
Сертификации
| Страна         | Провайдер | Сертификация | Год  |
| -------------- | --------- | ------------ | ---- |
| Великобритания | BPI       | Золотой      | 1975 |
| США            | RIAA      | Золотой      | 1994 |

Чарты
| Год  | Название чарта                                | Высшая позиция | Пребывание в чарте | Источник |
| ---- | --------------------------------------------- | -------------- | ------------------ | -------- |
| 1974 | Великобритания UK Albums Chart                | 21             | 20 недель          | [ 10 ]   |
| 1974 | США US Billboard 200                          | 36             |                    | [ 11 ]   |
| 1974 | Норвегия Норвегия (VG-lista) · (Album Top 40) | 8              | 6 недель           | [ 24 ]   |

## Список композиций

### The Piper at the Gates of Dawn
| №  | Название                                                       | Автор(ы)                                 | Ведущий вокал                                  | Длительность |
| -- | -------------------------------------------------------------- | ---------------------------------------- | ---------------------------------------------- | ------------ |
| 1. | «Astronomy Domine» (Владение астрономии)                       | Сид Барретт                              | Барретт, Ричард Райт                           | 4:12         |
| 2. | «Lucifer Sam» (Люцифер Сэм)                                    | Барретт                                  | Барретт                                        | 3:07         |
| 3. | «Matilda Mother» (Мать Матильда)                               | Барретт                                  | Барретт, Райт                                  | 3:08         |
| 4. | «Flaming» (Пылающий)                                           | Барретт                                  | Барретт                                        | 2:46         |
| 5. | «Pow R. Toc H.»                                                | Барретт, Роджер Уотерс, Райт, Ник Мейсон | инструментальная композиция, Барретт (вокализ) | 4:26         |
| 6. | «Take Up Thy Stethoscope and Walk» (Бери свой стетоскоп и иди) | Уотерс                                   | Уотерс                                         | 3:05         |

| №  | Название                                         | Автор(ы)                      | Ведущий вокал               | Длительность |
| -- | ------------------------------------------------ | ----------------------------- | --------------------------- | ------------ |
| 1. | «Interstellar Overdrive» (Межзвёздное ускорение) | Барретт, Уотерс, Райт, Мейсон | инструментальная композиция | 9:41         |
| 2. | «The Gnome» (Гном)                               | Барретт                       | Барретт                     | 2:13         |
| 3. | «Chapter 24» (Глава 24)                          | Барретт                       | Барретт                     | 3:42         |
| 4. | «The Scarecrow» (Пугало)                         | Барретт                       | Барретт                     | 2:11         |
| 5. | «Bike» (Велосипед)                               | Барретт                       | Барретт                     | 3:21         |

### A Saucerful of Secrets
| №  | Название                                                                    | Автор(ы) | Ведущий вокал      | Длительность |
| -- | --------------------------------------------------------------------------- | -------- | ------------------ | ------------ |
| 1. | «Let There Be More Light» (Да будет больше света)                           | Уотерс   | Райт, Дэвид Гилмор | 5:38         |
| 2. | «Remember a Day» (Вспомни день)                                             | Райт     | Райт               | 4:33         |
| 3. | «Set the Controls for the Heart of the Sun» (Установи курс на центр солнца) | Уотерс   | Уотерс             | 5:28         |
| 4. | «Corporal Clegg» (Капрал Клегг)                                             | Уотерс   | Гилмор, Мейсон     | 4:13         |

| №  | Название                                     | Автор(ы)                     | Ведущий вокал                                 | Длительность |
| -- | -------------------------------------------- | ---------------------------- | --------------------------------------------- | ------------ |
| 1. | «A Saucerful of Secrets» (Чаша, полная тайн) | Уотерс, Райт, Гилмор, Мейсон | инструментальная композиция, Гилмор (вокализ) | 11:57        |
| 2. | «See-Saw» (Качели)                           | Райт                         | Райт                                          | 4:36         |
| 3. | «Jugband Blues» (Джаг-бэнд блюз)             | Барретт                      | Барретт                                       | 3:00         |

Длительность композиций приведена согласно версии британского издания сборника A Nice Pair (по данным сайта Allmusic).

## Издания в других странах
Первый диск A Nice Pair (альбом The Piper at the Gates of Dawn), изданный в США, имеет ряд отличий от британской версии первого диска сборника. Вместо студийного варианта «Astronomy Domine» в американском издании представлен концертный вариант этой композиции с альбома Ummagumma длительностью 8:25. «Flaming» отличается от альбомной версии 1967 года микшированием — американский сборник содержит моноверсию этой песни. Длительность «Interstellar Overdrive» немного сокращена в финале, причём композиция не переходит непрерывно в «The Gnome», как в первоначальной версии альбома.
Особая стереоверсия «Jugband Blues» вошла в сборник A Nice Pair, изданный в Канаде.
В 1992 году в России были выпущены компанией «Русский Диск» альбомы The Piper at the Gates of Dawn / A Saucerful of Secrets в формате двойного LP под названием Pink Floyd 1967—68, обложка для этого издания была разработана на основе оригинальной обложки альбома The Piper at the Gates of Dawn.

## Участники записи
Pink Floyd
- Сид Барретт — гитара, вокал;
- Дэвид Гилмор — гитара, бэк-вокал, вокал (в том числе и на «Astronomy Domine» в американской версии сборника);
- Ник Мейсон — ударные, бэк-вокал, вокал;
- Роджер Уотерс — бас-гитара, бэк-вокал, вокал;
- Ричард Райт — клавишные, бэк-вокал, вокал.

Также в записи принимали участие
- Питер Дженнер — речитатив во вступлении к «Astronomy Domine» (британская версия);
- Норман Смит — ударные и бэк-вокал на «Remember a Day»;
- The International Staff Band of the Salvation Army (Международный оркестр «Армии Спасения») на «Jugband Blues»:
  - Рэй Боус — корнет;
  - Терри Камси — корнет;
  - Мак Картер — тромбон;
  - Лес Кондон — Eb бас;
  - Морис Купер — эуфониум;
  - Йан Хэнки — тромбон;
  - Джордж Уиттингем — Bb бас.

Продюсирование и звукозапись
- Продюсер — Норман Смит;
- Звукоинженер — Питер Боун.

Дизайн
- Дизайн и фотографии — Hipgnosis;
- Иллюстрации — Колин Элги и Боб Лори;
- Графика — Джордж Харди и Ричард Эванс.